# Ocheyedan
Ocheyedan é uma cidade localizada no estado americano de Iowa, no Condado de Osceola.

## Demografia
Segundo o censo americano de 2000, a sua população era de 536 habitantes.
Em 2006, foi estimada uma população de 506, um decréscimo de 30 (-5.6%).

## Geografia
De acordo com o United States Census Bureau tem uma área de
3,0 km², dos quais 3,0 km² cobertos por terra e 0,0 km² cobertos por água. Ocheyedan localiza-se a aproximadamente 480 m acima do nível do mar.

## Localidades na vizinhança
O diagrama seguinte representa as localidades num raio de 20 km ao redor de Ocheyedan.